# Kostel svatého Bartoloměje (Dlouhá Lhota)
Kostel svatého Vavřince je římskokatolický chrám v obci Dlouhá Lhota v okrese Blansko. Je chráněn jako kulturní památka České republiky. Jde o farní kostel farnosti Dlouhá Lhota.

## Historie
První zmínka o obci pochází ze 13. století. Kostel a fara zde byly zřejmě nejpozději v patnáctém století. V nejstarších dobách měla farnost Dlouhá Lhota stále svého duchovního správce sídlem v Dlouhé Lhotě. Od roku 1625 do roku 1784 patřila obce do farnosti Bořitov. V roce 1784 byla v Dlouhé Lhotě zřízena lokálie, která byla v roce 1858 povýšena na faru. Nynější farní kostel byl postaven roku 1804.

## Popis
Jedná se o jednolodní chrám s odsazeným kněžištěm čtvercového půdorysu, k němuž přiléhá sakristie. Fasády jsou prolomeny mělkými okny. Kněžiště i loď jsou zaklenuty pruskými klenbami.

## Zařízení
Mešní kalich byl zhotoven roku 1503. Ve věži je zavěšen zvon ulitý roku 1496. Druhý zvon je datován 1518.